# Capri (thị trấn)
Capri là một thị trấn trên đảo Capri, thuộc tỉnh Napoli, vùng Campania, nước Ý. Thị trấn này có diện tích 3 ki-lô-mét vuông và dân số 7278 người (theo thống kê ngày31 tháng 12 năm 2004).